# Arild Fröhlich
Pour les articles homonymes, voir Fröhlich.
Arild Fröhlich, né le 22 septembre 1972 à Gol (Norvège), est un réalisateur et scénariste norvégien.

## Biographie
Arild Fröhlich fait ses études en télévision et cinéma documentaire au Collège universitaire de Volda où il obtient son diplôme en 1997.

## Filmographie partielle

### Au cinéma

#### Réalisateur
- 1991 : U (série télévisée)
- 2002 : Folk flest bor i Kina – Heimat
- 2003 : Lovesick (vidéoclip)
- 2005 : Un ami qui en impose (Pitbullterje, Amandapris)
- 2008 : Fatso (aussi acteur)
- 2014 : Doktor Proktors prompepulver[3]
- 2015 : Doktor Proktors tidsbadekar[4]
- 2018 : Norske byggeklosser

#### Scénariste
- 2008 : Fatso (aussi acteur)
- 2018 : Norske byggeklosser
- 2020 : Se mieletön remppa (scénario original)

## Récompenses et distinctions
- Prix Amanda 2009 du meilleur réalisateur